# Hear Me Lord
«Hear Me Lord» conocida en su traducción al español «Escúchame Señor»,  es una canción del músico británico George Harrison publicada en el álbum de estudio All Things Must Pass. En su edición original en vinilo, la canción cerró la segunda cara del segundo disco de canciones originales, seguidas por un tercer disco de improvisaciones musicales titulado Apple Jam. Harrison compuso «Hear Me Lord» en enero de 1969 cuando aun formaba parte de The Beatles, y fue tenida en cuenta para su posible inclusión en lo que se convirtió en el último álbum del grupo, Let It Be.
Musicalmente, la canción incluye un estilo mezcla de rock y gospel, mientras que la letra toma la forma de una oración personal, en la que Harrison busca ayuda y perdón a Dios. Junto con «My Sweet Lord», es una de las canciones más abiertamente religiosas del álbum. La grabación fue coproducida por Phil Spector e incluyó la contribución musical de Eric Clapton, Gary Wright, Billy Preston, Bobby Whitlock y otros músicos de Delaney & Bonnie.
Tras su publicación, Ben Gerson de Rolling Stone describió «Hear Me Lord» como la «gran declaración» del álbum y una «majestuosa súplica». Harrison interpretó la canción en directo en The Concert for Bangladesh el 1 de agosto de 1971, durante el concierto de la tarde, aunque la grabación nunca ha sido publicada oficialmente hasta la actualidad.

## Personal
- George Harrison: voz, guitarra eléctrica, guitarra slide y coros
- Eric Clapton: guitarra eléctrica
- Gary Wright: piano
- Bobby Whitlock: órgano
- Billy Preston: teclados
- Carl Radle: bajo
- Jim Gordon: batería
- Jim Price: trompeta
- Bobby Keys: saxofón
- Sin acreditar: pandereta
- Sin acreditar: shaker